# Junichiro Koizumi

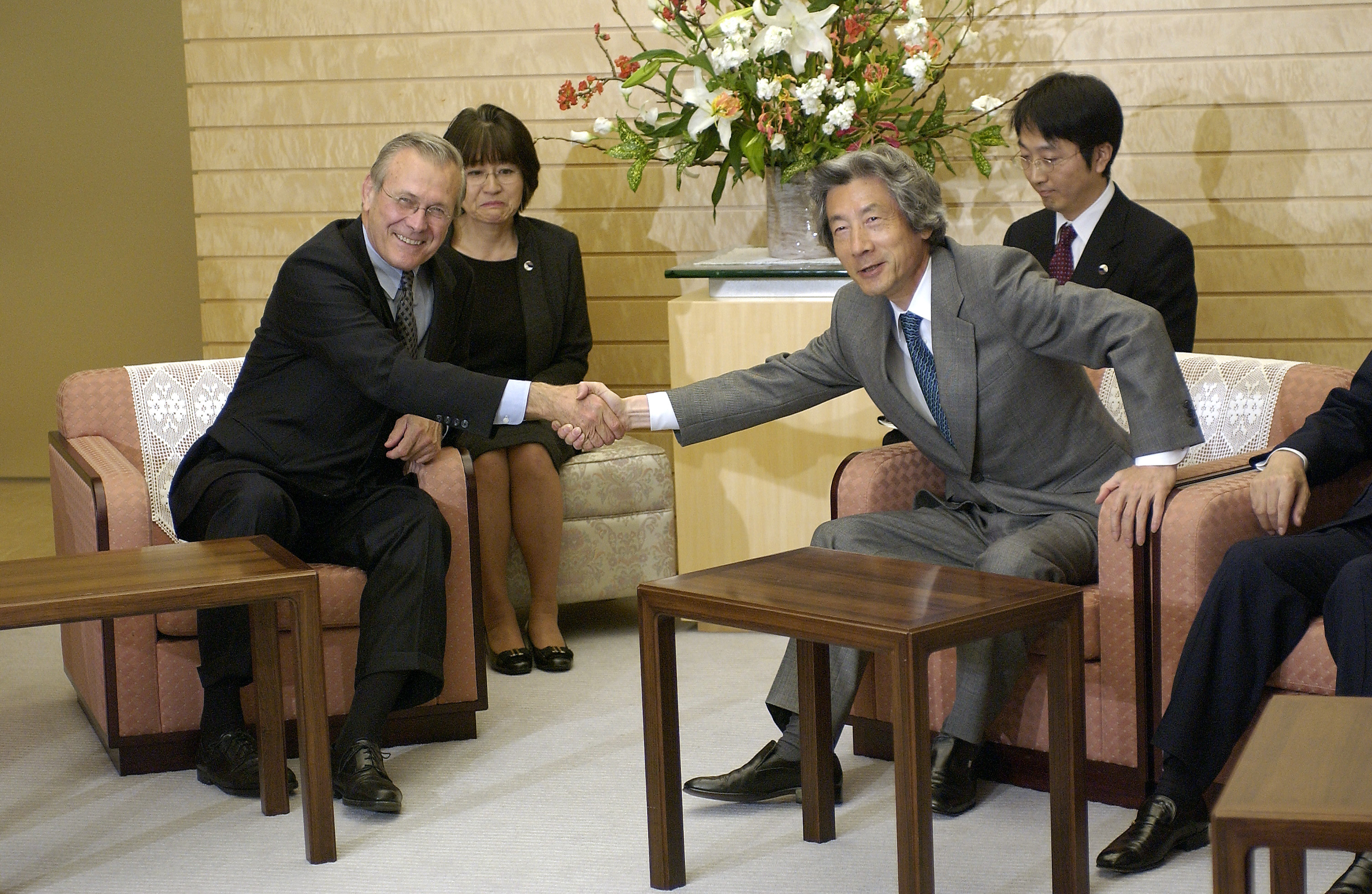
Donald Rumseld și Junichiro Koizumi (dreapta)

Junichiro Koizumi (小泉 純一郎 Koizumi Jun'ichirō; n. 8 ianuarie 1942) este un fost politician japonez și Premier al Japoniei.

## Viață personală și educație

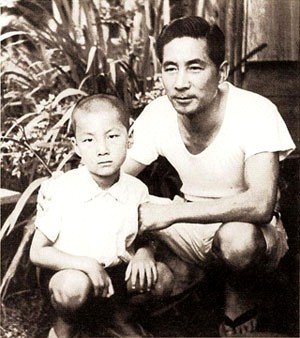
Junichiro Koizumi și tatăl său Junya Koizumi.

Koizumi a fost născut în Yokosuka, prefectura Kanagawa la 8 ianuarie 1942. A fost educate la Liceul din Yokosuka și la Universitatea din Keio, unde a studiat economie. După aceea, a studiat la Școala de Economie din Londra, Regatul Unit, după care s-a întors în Japonia, în decembrie 1969.
Koizumi s-a căsătorit cu Kayoko Miyamoto în 1978. În 1982, au divorțat și Koizumi a jurat că nu se va căsători încă odată, deși are trei băieți, dintre care doi trăiesc cu el și nu și-au întâlnit mama după divorț. Koizumi este un fan a formației rock X Japan.

## Viață politică
Koizumi a devenit deputat în adunarea Prefecturii Kanagawa în decembrie 1972. A fost membru a Partidului Liberal Democrat (PLD) și a fost reales în acest post de zece ori. În 1992, a devenit Ministrul Poștelor și a Telecomunicațiilor în guvernul național al lui Kiichi Miyazawa. După aceea, a fost Ministrul Sănătății de trei ori, în guvernele Noboru Takeshita, Sosuke Uno și Ryutaro Hashimoto.
Koizumi a candidat pentru președinția PLD-ului în septembrie 1995 și iulie 1999, dar a câștigat puțin suport și nu a reușit să devină șeful partidului. În aprilie 2000, Keizo Obuchi, președintele PLD, a fost înlocuit de Yoshiro Mori după ce s-a îmbolnăvit. Koizumi a devenit, în final, șeful liberal-democrațiilor la 24 aprilie 2001, cu 298 de voturi, învingând celălalt candidat semnificativ, Ryutaro Hashiomoto (155 de voturi).
Koizumi a fost premierul Japoniei (șeful de guvern) de la 26 aprilie 2001 la 26 septembrie 2006.
S-a retras din viața politică la 21 iulie 2009.